# نشانه ژوفروآ
نشانه ژوفروآ (انگلیسی: Joffroy's sign) یک نشانهٔ بالینی که در آن، هنگامی که بیمار با سر خمیده‌به‌جلو به بالا نگاه می‌کند، چروک پیشانی وجود ندارد. این حالت در افراد مبتلا به اگزوفتالمی در بیماری گریوز رخ می‌دهد.
این نشانه بالینی به نام متخصص اعصاب فرانسوی آلیکس ژوفروآ نام‌گذاری شده است.